# Два Брати (острови)
Два Бра́ти (рос. Два Брата) — невеликі острови в затоці Петра Великого Японського моря. Знаходяться за 1,5 км на північний захід від острова Козлова та за 3,5 км на південний захід від острова Попова. Адміністративно належать до Первомайського району Владивостока Приморського краю Росії.

## Географія
Острови являють собою дещо вигнуту галькову серпоподібну косу 80 м у довжину, на якій виділяються 3 голі скелі, що нагадують зуби. Дві північні скелі гострокінечні і відмежовані від третьої пласкої вершини невеликою розщелиною. На заході знаходиться серпоподібна бухта та пляж, на сході — підводне та надводне каміння, невеликий кекур. Пласка поверхня третьої скелі зберігає дощову воду, тому в цих умовах утворився ґрунт, на якому зростає трава. У розщелині між двох гострих скель знаходяться грубі скелетні ґрунти, на яких зростають лише сукулентні форми. Острови є популярний місцем для пташиних базарів, тут поширені мартини, ларга. На південно-східному краю є залишки тригопункта. Влітку острів відвідують туристи.

## Історія
Острови відкриті 1873 року та названі на честь братів-гідрографів при дослідженні далекосхідних вод Михайла та Івана Кликових.